# Electric Youth (группа)
Electric Youth — канадский дуэт из Торонто, основанный Остином Гарриком (продюсер, автор песен, синтезатор, ударные) и Бронвин Гриффин (вокал, автор песен).

## Карьера
Прорыв произошел в 2011 году, когда их песня «A Real Hero», созданная совместно с коллективом College, была использована в фильме «Драйв». Песня была написана Гарриком и посвящена Чесли Салленбергеру, а так же аварийной посадке рейса 1549. «A Real Hero» была номинирована на премию MTV Movie Award 2012 В категории «Лучшая музыка».
Журнал Spin назвал «A Real Hero» одной из 20 лучших песен 2011 года.

Гаррик высказался журналу Rolling Stone в отношении звучания группы: 
"Мысль о воссоздании прошлого с помощью музыки нам не интересна, возможно, это было самое большое заблуждение в отношении нашей музыки и того, чем мы занимаемся до сих пор. Реальность такова, что мы гораздо больше заинтересованы в создании вещей для будущего, чем вещей из прошлого. Люди любят ностальгировать, но не в том смысле, что хотят попасть в другое время, а потому что любят настоящее. Но прошлое постоянно стучится к нам, ведь каждый день мы видим человека, в которого мы влюблены ещё с 7-го класса."
30 сентября 2014 года группа выпустила свой дебютный альбом «Innerworld» на лейбле Last Gang в Канаде и Secretly Canadian в остальном мире. «Innerworld» включает ранее выпущенные треки «The Best Thing» и «A Real Hero», получил широкое признание критиков, включая NME и NPR First Listen.
В 2014 году Rolling Stone объявил, что группа Electric Youth одна из десяти творцов, которых вам нужно знать.
Electric Youth провели свой первый тур по США и Канаде в ноябре 2014 года.

## Личная Жизнь
Гаррик и Гриффин выросли вместе и встречаются с 8 класса.

## Дискография
Студийные альбомы
- Innerworld (2014) (Secretly Canadian/Last Gang)
- Breathing (Оригинальный саундтрек к Lost Film) (2017) (Милан)[11]
- Memory Emotion (2019)

Синглы
- Runaway (2014) (Secretly Canadian/Last Gang)
- A Real Hero with College (2012) (Watts Arcade)
- Right Back to You (2011) (Watts Arcade)